# اندیس ریوداسیت مزرعه نو
ریوداسیت مزرعه نو* یک اندیس مصالح ساختمانی است که در  استان یزد قرار دارد و مادهٔ معدنی موجود در آن، ریوداسیت است. و دیرینگی آن به دوران ائوسن می‌رسد. 